# Исман, Мас
Мас Исма́н (индон. Mas Isman; 1 января 1924, Бондовосо, Восточная Ява, Голландская Ост-Индия — 12 декабря 1982, Сурабая, Восточная Ява, Индонезия) — индонезийский военный и государственный деятель, генерал-майор Национальной армии Индонезии.
Участник Войны за независимость Индонезии. Создатель и многолетний руководитель КОСГОРО — структуры, игравшей значительную роль в экономике и общественно-политической жизни Индонезии c конца 1950-х по начало 2000-х годов. С 1959 по 1977 на дипломатической работе: занимал должности поверенного в делах Индонезии в Бирме, посла в Таиланде и Египте. Был депутатом Совета народных представителей Индонезии в 1977—82 годах.
В 2015 году посмертно удостоен звания Национальный герой Индонезии.

## Биография
Родился 1 января 1924 года в Бондосово на Восточной Яве в семье, принадлежавшей к яванскому благородному сословию прия́и. Положение и достаток родителей позволили ему поучить весьма хорошее для индонезийца того времени образование в учебных заведениях, создававшихся нидерландской колониальной администрацией для детей «туземцев»: Мас Исман окончил начальную школу в Пурвокерто и среднюю в Чиребоне. После оккупации Нидерландской Ост-Индии Японией в 1942 году продолжил учебу в школах, создававшихся японцами — средней школе первой ступени в Маланге и средней школе второй ступени в Сурабае. Незадолго до окончания оккупации поступил в Сурабае на курсы юристов. В годы учёбы общался со многими активистами национально-освободительного движения и стал убеждённым сторонником независимости Индонезии. 
В сентябре 1945 года, вскоре после провозглашения независимости Индонезии, стал основателем молодёжной организации «Армия учащейся молодежи Республики Индонезии» (индон. Tentara Republik Indonesia Pelajar), в которую вступали школьники старших классов и, в меньшей степени, студенты Маланга, Сурабаи, а затем и других городов Восточной Явы. В ходе войны Индонезии за независимость, продолжавшейся с 1945 по 1949 год, на базе этой организации было сформировано несколько боевых бригад, командование над крупнейшей из которых принял Мас Исман.
После завершения боевых действий Исман продолжил службу в Национальной армии Индонезии. В 1956 году он, оставаясь на военной службе (на тот момент в звании подполковника), был назначен в состав аппарата премьер-министра Индонезии. Годом позже при поддержке группы своих соратников по «Армии учащейся молодежи» он учредил «Объединение организаций универсальной взаимопомощи» — КОСГОРО (индон. Kesatuan Organisasi Serba Guna Gotong Royong — KOSGORO) и до конца жизни занимал должность её руководителя. Эта структура быстро приобрела весьма существенную роль в экономике и социально-политической жизни страны, под её эгидой реализовывались масштабные коммерческие инициативы, а в 1964 году КОСГОРО вместе с несколькими другими общественными организациями выступила с инициативой создания политического блока Голкар, который на три последующих десятилетия стал фактически правящей партией Индонезии.
В 1958 году Исман был переведен из аппарата премьер-министра на дипломатическую работу — опять же, оставаясь при этом на военной службе и сохраняя пост руководителя КОСГОРО. В том же году состоялась его краткосрочная командировка в Нью-Йорк в составе индонезийской делегации на заседание Генеральной ассамблеи ООН. В 1959 году он был назначен постоянным поверенным в делах Индонезии в Бирму с присвоением военного звания полковника — дипломатических отношений на уровне послов между этими двумя странами тогда ещё не было.
В 1960 году с присвоением звания бригадного генерала Исман был переведён на должность посла Индонезии в Таиланде, а в 1964 году — на должность посла в Египте, оставаясь в том же военном звании.       
В 1977 году покинул дипломатическую службу и с присвоением звания генерал-майора был назначен помощником командующего Сухопутных войск Индонезии.
В том же году по итогам парламентских выборов был избран в состав Совета народных представителей (СНП) от блока Голкар на пятилетний срок — с октября 1977 года по октябрь 1982 года.
Последние годы жизни испытывал серьёзные проблемы со здоровьем. Скончался 12 декабря 1982 года в Сурабае. 
5 ноября 2015 года президент Джоко Видодо подписал указ о признании Исмана Национальным героем Индонезии.
Сын Маса Исмана Хайоно Исман также стал государственным деятелем: трижды избирался в состав СНП, в 1993—98 годах занимал пост министра по делам молодежи и спорта.